# Jägarna
Jägarna är en svensk thrillerfilm från 1996, i regi av Kjell Sundvall med Rolf Lassgård och Lennart Jähkel i huvudrollerna. Filmen hade Sverigepremiär den 31 januari 1996.

## Handling
Erik Bäckström har arbetat som polis i Stockholm i många år. Efter ett skottdrama söker han en ny tjänst i Norrbotten där han är uppvuxen. Mycket har hänt medan han varit borta, och Eriks tuffa polisattityd passar inte längre in i ett samhälle som styrs av oskrivna lagar.
Erik börjar nysta i de fall av tjuvjakt på älg och ren som har pågått under en längre tid och som har nonchalerats av den lokala poliskåren. Det visar sig snart att Eriks egen bror är inblandad, och härvan får allt större proportioner.

## Produktion
Filmen inspirerades av ett verkligt fall av organiserad tjuvjakt i Norrbotten, den så kallade Kalixhärvan. Inför filmen tog Sundvall kontakt med den i jakt- och hothärvan utpekade Harald Holmqvist för att samla material till filmen.
Tanken med att förlägga inspelningarna till Älvsbyn var att man tänkte använda järnvägsstationen i en nyckelscen i filmen. Denna scen ströks dock ur manus innan inspelningarna kommit igång. Filmens polisstation var ursprungligen filmens produktionskontor. Av ekonomiska skäl tvingades man dock förvandla denna till inspelningsplats istället. Produktionskontoret fick istället flytta till ett hotellrum.
Leifs hund Zorro hette i manuset Salka, men då denne vägrade att lystra till något annat namn än just Zorro tvingades man ändra i manuset.
Ett inte namngivet filmbolag i Hollywood ville göra en nyinspelning av filmen. Producenterna ville att filmen skulle utspela sig i Nevadas öken, där cowboys skulle skjuta vildhästar för skojs skull. Kjell Sundvall var först positiv till idén, men ändrade sig när han fick kännedom om handlingen.
Brodern Leif (Lennart Jähkel) sjunger några kända operastycken i ett antal scener i filmen. Det är dock inte Lennart Jähkels röst som hörs, eftersom han är dubbad av operasångaren Jesper Kemi.

## Mottagande
Filmen fick ett relativt positivt mottagande från kritiker och vann två guldbaggar, för bästa regi (Kjell Sundvall) och bästa manliga biroll (Lennart Jähkel). Den var nominerad till ytterligare fem guldbaggar, bland annat för bästa film.

## Rollista
- Rolf Lassgård – Erik Bäckström, kriminalassistent
- Lennart Jähkel – Leif Bäckström, Eriks bror
- Helena Bergström – Anna Sivertsson, åklagare
- Tomas Norström – Ove
- Jarmo Mäkinen – Tomme Harela
- Thomas Hedengran – Stig
- Göran Forsmark – Håkan
- Rolf Degerlund – Eilert
- Roland Hedlund – Lasse Bengtsson
- Åke Lindman – Åke Zetterlund, polischef
- Harry Nyman – Raimo, bartender
- Editha Domingo – Nena, servitris
- Helén Söderqvist-Henriksson – Britt Harela, Tommes fru
- Ove Tjernberg –  Gunnar Söderberg, journalist
- Alf Nilsson – bouppteckningsman
- Sven Bergman – reporter
- Rutger Nilson – kommunstyrelsens ordförande
- Folke Asplund − Gustav, begravningstalare
- Sara Arnia – Oves mor
- Lars Lindström – länspolischef
- Peter Perski – rysk bärplockare
- Petra Brylander – rysk bärplockare
- Jarl Lindblad – läkare
- Lars Guttorm Blind – Per-Ola Blind
- Jesper Kemi – Leifs sångröst

## Musik i filmen
- "Running in My Walkin' Shoes", kompositör och text Clas Yngström
- "Freddie's Shuffle", kompositör och text Clas Yngström
- "Flower Child", kompositör och text Clas Yngström
- "Evil Eye", kompositör och text Clas Yngström
- "E lucevan le stelle. ur Tosca (Jag minns, stjärnorna lyste. ur Tosca)", kompositör Giacomo Puccini, italiensk text 1900 Giuseppe Giacosa och Luigi Illica svensk text 1904 Sven Nyblom, sång Jesper Kemi som dubbar Lennart Jähkel
- "Till havs!", kompositör Gustaf Nordqvist, text Jonatan Reuter, sång Jesper Kemi som dubbar Lennart Jähkel
- "I Can Jive", kompositör Caj Högberg, text Caj Högberg och Dougie Lawton
- "Adagio, stråkorkester, op. 11", kompositör Samuel Barber
- "Panis angelicus", kompositör César Franck, sång Jesper Kemi som dubbar Lennart Jähkel
- "En vänlig grönskas rika dräkt (Sommarpsalm)", kompositör Waldemar Åhlén, text Carl David af Wirsén

### Fotnoter
1. 1 2 3 4 5 6 7 8 9 10 11 12 13 14 15  Svensk Filmdatabas, Svenska Filminstitutet, läs online, läst: 27 augusti 2022.[källa från Wikidata]
2. ↑  ”Jägarna”. Svensk filmdatabas. 31 januari 1996. http://www.sfi.se/sv/svensk-filmdatabas/Item/?itemid=22217&type=MOVIE&iv=Basic. Läst 28 september 2016.
3. ↑  Johnsson, Fredrik (15 juni 2008). ”Kalixhärvan” (MP3). Sveriges Radio P3: P3 Dokumentär. http://www.sr.se/laddahem/podradio/SR_p3_dokumentar_080623010036.mp3. Läst 8 januari 2010.
4. ↑  ”Trivia for Jägarna” (på engelska). Internet Movie Database. http://www.imdb.com/title/tt0116736/trivia. Läst 8 januari 2010.
5. ↑  ”Jägarna”. Kritiker.se. http://kritiker.se/film/jagarna/. Läst 18 oktober 2015.
6. ↑  ”Svensk Filmdatabas: Jägarna”. www.sfi.se. http://www.sfi.se/sv/svensk-filmdatabas/Item/?itemid=22217&type=MOVIE&iv=Awards. Läst 18 oktober 2015.